# Hoplia hakonensis
Hoplia hakonensis är en skalbaggsart som beskrevs av K. Sawada 1938. Hoplia hakonensis ingår i släktet Hoplia och familjen Melolonthidae. Inga underarter finns listade i Catalogue of Life.